# Brother Verses Brother
Brother Verses Brother ist eine Musik-/Musicalkomödie von Ari Gold. Der in einer einzigen Einstellung gedrehte Film erzählt die wahren Geschichten des Regisseurs, seines Bruders Ethan und ihres Vaters Herbert Gold, dessen literarisches Werk eng mit dem der Beat Generation verknüpft ist. Die Premiere von Brother Verses Brother erfolgte im März 2025 beim South by Southwest Film Festival.

## Handlung
Die Geschwister Ethan und Ari Gold laufen singend durch die Straßen von San Francisco. Sie befinden sich auf dem Weg zur Wohnung ihres 99-jährigen Vaters Herbert Gold. Sie machen sich Sorgen, ob es ihm gut geht, weil er nicht zu dem vereinbarten Treffen gekommen ist, was ihm selten passiert.

## Produktion

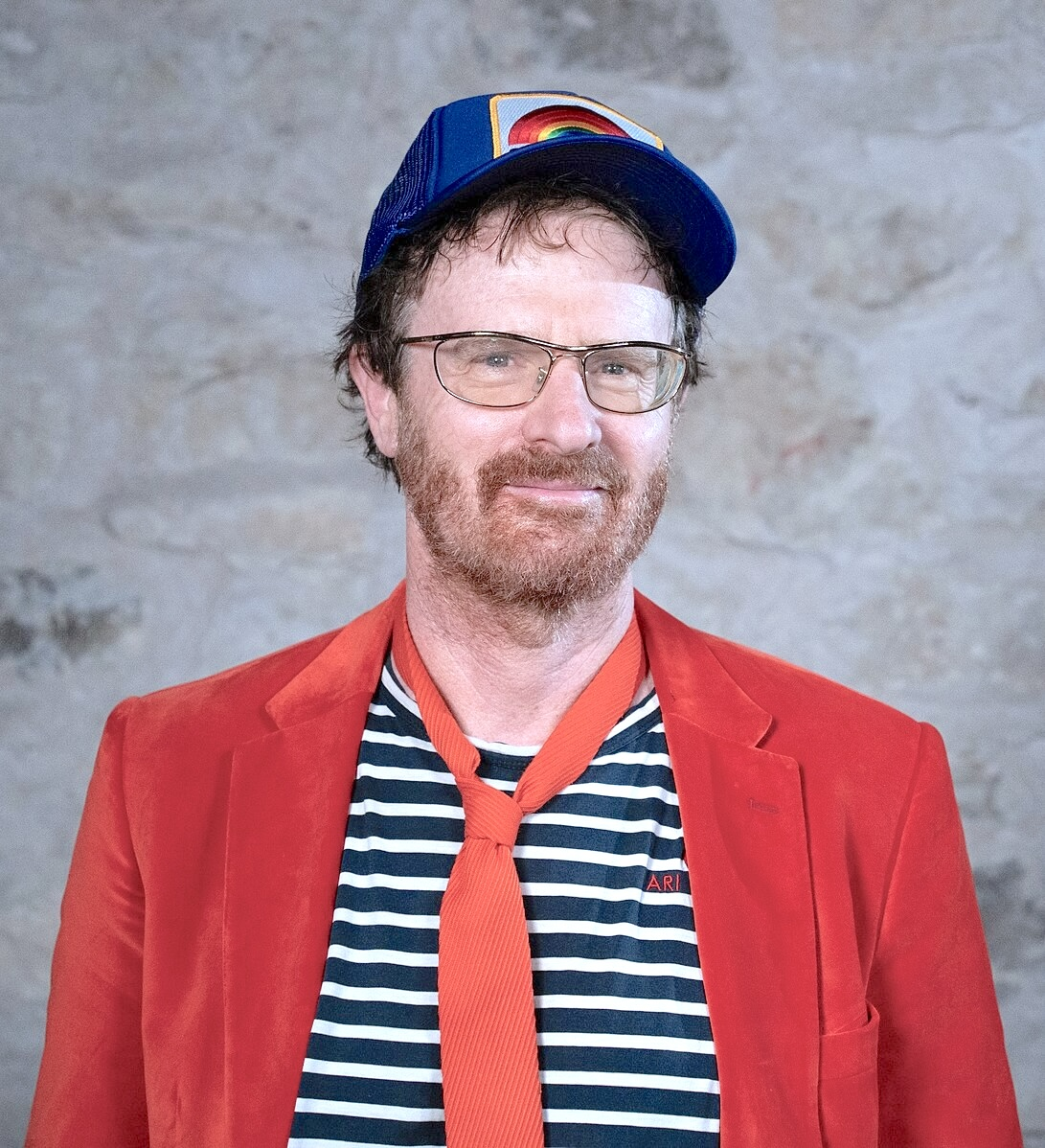
Regisseur Ari Gold

Das Drehbuch schrieben die Geschwister Ari und Ethan Gold. Ari Gold führte zudem Regie, während sein Bruder die Filmmusik beisteuerte. Ari Gold tritt auch gemeinsam mit Maya Browne, Michelle G. Stratton und Starr Sutherland als einer der Produzenten von Brother Verses Brother in Erscheinung. Den Filmschnitt übernahm der überwiegend von Deutschland aus tätige Rumäne Dan Loghin.
Ari und Ethan Golds Vater Herbert Gold war ein bekannter Autor, der in der Beatnik-Ära 25 eigene Bücher veröffentlichte, obwohl er sich selbst nie als Beatnik sah. Er starb im November 2023 im Alter von 99 Jahren.
Neben den Geschwistern und ihrem Vater spielen im Film noch Brian Bell, Tongo Eisen-Martin und John Flanagan. Die Musikerin Lara Louise spielt Lara, eine talentierte Sängerin, die Ari und Ethan bei ihrer Tour durch San Franciso kennenlernen.
Der deutsche Kameramann Stefan Ciupek arbeitete für Brother Verses Brother mit Frazer Bradshaw zusammen. Sie drehten den Film in einer einzigen, ununterbrochenen Einstellung.
Die Premiere des Films war am 9. März 2025 beim South by Southwest Film Festival. Ende Juni 2025 sind Vorstellungen beim Filmfest München geplant.

## Rezeption
Von den bei Rotten Tomatoes aufgeführten Kritiken sind alle positiv.